# Fémhulladékok újrahasznosítása

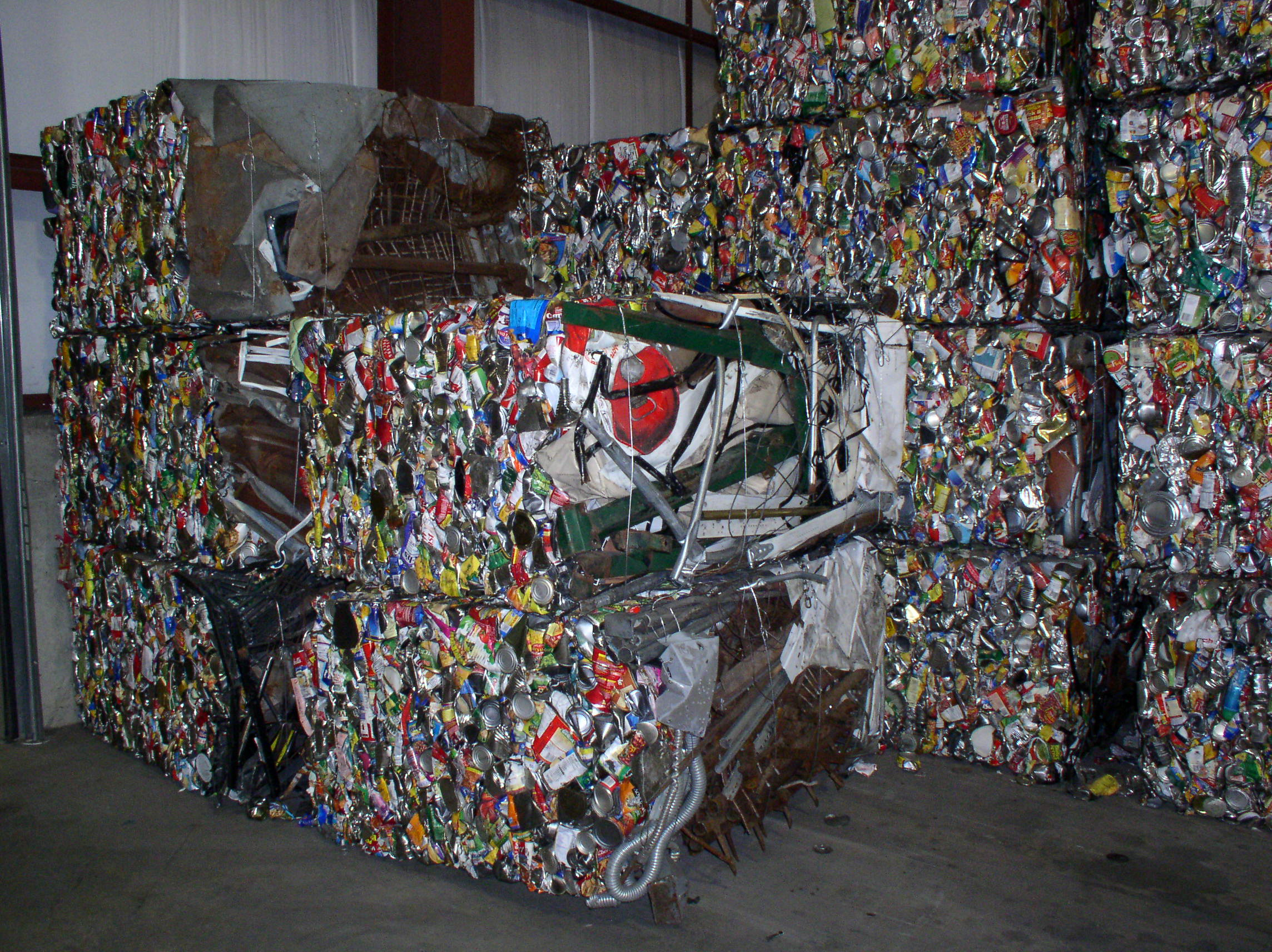
Bebálázott fémhulladék újrahasznosításra vár

A fémhulladékok újrahasznosítása tartós ipari nyersanyagforrást biztosít, mivel végtelen ideig újrafeldolgozhatók, és ennek során tulajdonságaik általában nem változnak, a kevés kivételek közé tartoznak az atomerőművek építőelemei. A fémreciklálást tehát elméletileg csak a kívánt elemek kinyerési és szétválasztási technikái korlátozzák. A fémhulladék hozzáférhető, folyamatosan újratermelődő forrást jelent.

## A fémhulladékok begyűjtése
Magyarországon az önkormányzatok általában a lakosság számára biztosított szelektív hulladékgyűjtő kukákkal, szelektív hulladékgyűjtő szigetek kihelyezésével biztosítják a fémhulladékok begyűjtését. A begyűjtést és újrahasznosítást emellett a magánszektorban működő cégek is végzik a vonatkozó jogszabályoknak megfelelően. A fémhulladékok nagy része ugyanakkor nem a szelektív begyűjtésből kerül a vastelepekre, nagy arányban a lomtalanítások idején szállítják azt oda.
Több városban is működik házhoz menő gyűjtés, amelynek előnye, hogy nagyobb és tisztább mennyiségek begyűjtésére alkalmas, ám költségesebb módszer is. Székesfehérváron, Kaposváron, Pécsett, Hajdúböszörményben és Budapesten is megvalósultak a házhoz menő gyűjtést lehetővé tévő beruházások.

## A fémhulladékok tárolása
A hasznosítható vas- és színesfém hulladékok tartalmazhatnak veszélyes anyagokat is, ezért tárolásuk általában lebetonozott tárolótéren történik. Így a csapadékvíz a veszélyes anyagokat nem a talajba mossa. A fedett tárolás a legtöbb esetben a begyűjtött hulladék nagy mennyisége miatt nem kivitelezhető.

## Elkülönítés, szeparálás
A homogén fémhulladék tömörítésére rendszerint ollózó-bálázógépeket alkalmaznak. A fémforgács brikettálásához ellennyomólapos vagy kéthengeres megoldású prések használatosak.
A fémhulladékok szeparálását általában már az átvételkor elvégzik kézzel vagy rakodógép segítségével. Amennyiben erre később kerül sor, a szeparálást és dúsítást hidromechanikai eljárással, nehézközegű és mágneses folyadékkal vagy örvényáramú és elektrosztatikus eljárással végzik.

## A fémhulladékok hasznosítása
Magyarországon évente több mint 1 millió tonna (nagyobb részt ipari) fémhulladék kerül begyűjtésre és újrahasznosításra. A hulladékról szóló törvény értelmében 2020. december 31-ig a háztartási, valamint a háztartásihoz hasonló hulladék részét képező papír-, fém-, műanyag- és üveghulladék újrahasználatra előkészítésének és újrafeldolgozásának együttes mértékét a képződött mennyiséghez viszonyítva tömegében országos szinten legalább 50%-ra kell növelni.
Az alumínium italos dobozok először gépi és kézi válogatáson esnek át majd a bálázásra kerülnek. A mágnesezhető vasat óriási mágnesek segítségével választják szét a nem mágnesezhető alumíniumtól. A megtisztított fémdarabokat kohókban beolvasztják és szállítható rudakba öntik. A rudakat a felhasználás helyén hengerelik, ezáltal lehetővé válik, hogy újra különböző késztermékeket készítsen belőlük a feldolgozóipar. Az újrahasznosított fémhulladékokból készülhet például újra italos doboz, járműalkatrész, ventilátorlapát. A vashulladékokból gyakorlatilag bármilyen vas alapanyagú tárgy készülhet.

### Vas- és acélhulladékok
A fémhulladékok beolvasztása és fémmegmunkálási alapanyagok, féltermék előállítása kohászati úton történik.

### Színesfémhulladékok
Rézhulladékok olvasztására többnyire forgódobos kemence használatos, bár aknás kemencék is használhatók és ezekkel kombinálhatók. 
Az alumíniumhulladék újrahasznosításának, megfelelő beolvasztásának jelentősége különösen energiatakarékossági szempontból igen nagy. Egy tonna primer alumínium előállítása a kohászati fázisban közel 15 ezer kWh-t igényel, egy tonna szekunder fémalumínium előállítása alumíniumhulladékból pedig csupán 2 ezer kWh-t.
Az alumínium csomagolóanyagok minőségromlás nélkül újrahasznosíthatóak, és ez az eljárás rendkívüli mértékű energiamegtakarítással jár az elsődleges alumíniumgyártáshoz képest. A szelektíven gyűjtött dobozok beolvasztásával készülő termék 95 százalékos energiamegtakarítás mellett állítható elő. Ennek köszönhetően a világ alumínium-felhasználásának harmadát újrahasznosított fémalapanyag biztosítja. Az alumínium gyártásakor minden tonna timföld keletkezésekor legalább egy tonna vörösiszap is keletkezik, ami veszélyes hulladéknak számít.

## Törvényi háttér
A fémkereskedelmet, így a fémhulladékok kereskedelmét is a 2013. november 25-én életbe lépett úgynevezett fémtörvény (2013. évi CXL. törvény a fémkereskedelemről), a hulladékok begyűjtését, előkészítését és újrafeldolgozását pedig a hulladékról szóló törvény (2012. évi CLXXXV. törvény a hulladékról) szabályozza.